# Mariä Himmelfahrt (Laufen)
Mariä Himmelfahrt ist ein ehemaliges Kollegiatstift in Laufen in der Diözese Freising in Bayern.

## Geschichte
Das Kollegiatstift wurde durch Paris von Lodron, Erzbischof von Salzburg, gegründet. Das Statut bestand seit 1621. Es erfolgte keine offizielle Aufhebung im Zuge der Säkularisation, aber ab 1809 wurden die Kanonikate nicht mehr besetzt. Schon 1796 war der Kirchenschatz von den Franzosen verschleppt worden. 1806 diente der Dechantshof als Lazarett. Die schon vorher bestehende Stiftskirche wurde zur Benutzung durch die Stiftsherren in barockem Stil umgestaltet, später wurde ein Chor für die Stiftsherren von dem für die Bürger zugänglichen Teil abgetrennt.